# Нік Гравенітес
Ніколас Джордж Гравенітес (англ. Nicholas George Gravenites, англ. вимова: [ɡrævɪˈnaɪtɪs], 2 жовтня 1938 — 18 вересня 2024) , відомий під сценічними псевдонімами Нік «Грек» Гравенітес (англ. Nick "The Greek" Gravenites) та Граві (англ. Gravy) — американський співак і автор пісень в жанрах блюз, рок та фолк, найвідоміший своєю участю у гуртах The Electric Flag та Big Brother and the Holding Company, співпрацею з Дженіс Джоплін, Майклом Блумфілдом та Джоном Чиполліна.
Нік Гравенітес — автор десятків відомих пісень: «Born in Chicago», «East-West» «Buried Alive in the Blues», «Work Me Lord» «Groovin' Is Easy», «Bad Talkin' Bluesman» тощо, які виконували і записували Пол Баттерфілд, Дженіс Джоплін, The Electric Flag, Елвін Бішоп, Чарлі Масселвайт, Big Brother & the Holding Company, Джеймс Коттон, Отіс Раш, Джиммі Візерспун, Девід Кросбі, Quicksilver Messenger Service та багато інших. Він також багато зробив як продюсер альбомів Отіса Раша, Джеймса Коттона, Майкла Блумфілда, Дженіс Джоплін, взяв участь у створенні понад 50 альбомів як вокаліст, гітарист, лідер та сесійний виконавець.

## Біографія

### Ранні роки
Нік Гравенітес народився 2 жовтня 1938 року в Чикаго, штат Іллінойс в родині грецьких іммігрантів, що прибули до США з Аркадії. Нік виріс у чиказькому Саутсайді, район Брайтон Парк, в іммігрантському середовищі й отримав традиційне виховання: слухав грецьку музику, відвідував з матір'ю православну грецьку церкву та ходив до грецької школи. Коли йому виповнилося 11 років помер його батько і хлопець пішов працювати у сімейний магазин-кондитерську.
З цього часу починається знайомство Ніка з американським способом життя у білому гетто. Він став членом підліткової банди, брав участь у дрібних злочинах, крав у рідних та друзів і, за власними спогадами, з нетерпінням чекав часу, коли долучиться до справжньої дорослої злочинності. Мати, що не мала можливості самостійно дисциплінувати сина, у 13 років віддала його до Військової школи Св. Джона в Делафілді, штат Вісконсин. У школі Нік провів три з половиною роки, отримав радикально новий досвід: займався спортом, багато читав і писав вірші. Виключений з Військової школи за бійку, він повернувся додому і вступив до Центральної середньої школи Християнської асоціації молоді (YMCA). Шкільна викладачка англійської, вражена творчими здібностями Ніка, доклала зусиль, аби він отримав диплом середньої школи і склав вступні іспити в Чиказький університет. 1956 року Нік Гравенітес став студентом Чиказького університету. Він приділяв мало уваги академічному навчанню, проте одразу приєднався до студентського Фольклорного товариства, вчився там грати на гітарі, занурився в богемне і бунтівне життя. В цей період Нік познайомився і потоваришував з шістнадцятирічним Полом Баттерфілдом, який навчався грати на губній гармоніці. Нік цікавився всіма музичними стилями, від органної музики до джазу, але кампус університету знаходився в оточенні чорних районів Чикаго, з низкою блюзових клубів, і, вперше відкривши для себе 708 Club та Frader's Juke Box Lounge, почав відвідувати їх щоночі. Він слухав Отіса Раша, Джуніора Паркера, Мадді Вотерса і остаточно зв'язав своє життя з блюзом.
1959 року Ніку виповнився двадцять один рік і він отримав права на батьківську спадщину. Трохи вільних грошей та роман Керуака «У дорозі» надихнули Гравенітеса на пошук себе на шляху до невідомого. Того ж року він з другом вирушив до Сан-Франциско, захопився його атмосферою та життям бітника і наступні п'ять років провів у дорозі, раз за разом повертаючись до Чикаго та Сан-Франциско: співав у кав'ярні «Beatnik», їздив країною, гуляв та грав у барах, жив на горищах, спав на вільних диванах чи підлозі.

### Початок музичної кар'єри
На початку 1964 року Нік черговий раз повернувся до Чикаго, влаштувався на роботу на сталеплавильний завод, а у вихідні допомагав з виступами Полу Баттерфілду, спочатку у барі Blue Flame, а згодом — у Blind Pig. У цьому дуеті Нік грав на акустичній та електрогітарі, а Пол на губній гармоніці. Невдовзі Майкл Блумфілд, друг Гравенітеса ще з 1960 року через грошові суперечки залишив клуб Big John's і Баттерфілд отримав пропозицію виступати замість нього на постійній основі. Він утворив для цього гурт разом з гітаристом Елвіном Бішопом, басистом Джеромом Арнольдом та барабанщиком Семом Леєм. Виступи гурту в Big John's поклали початок «білому» чиказькому блюзу, мали успіх і невдовзі продюсер Пол Ротшильд підписав гурт (посилений гітарою Майка Блумфілда) на запис концертного альбому в Elektra Records. Першою композицією, записаною в грудні 1964 року, стала пісня «Born in Chicago» Ніка Гравенітеса. В майбутньому ця пісня увійшла до альбомів Folksong '65 (Elektra, 1965), The Paul Butterfield Blues Band (Elektra, 1965) і швидко стала хітом. Її виконання на фестивалі у Ньюпорті 1965 року вважається початком ери електричного блюзу. 2003 року Ніка Гравенітеса за створення пісні «Born in Chicago» включено до альтернативної Зали слави блюзу. До спадщини Гравенітеса також належить інша оригінальна пісня, «East-West», натхненна грецькою музикою, почутою ним у дитинстві, і записана «The Butterfield Blues Band», що стала вершиною гітарної майстерності Блумфілда.

### Сан-франциський період
У другій половині 60-х Гравенітес остаточно влаштувався на Західному узбережжі і став важливим учасником блюз-рокового та психоделічного музичного життя району затоки Сан-Франциско. Завдяки його допомозі низка чиказьких музикантів, зокрема, Майкл Блумфілд та Чарлі Масселвайт, перебралися на Західне узбережжя. 1967 року Нік Гравенітес разом з Блумфілдом заснував знаменитий гурт The Electric Flag. Гурт дебютував музикою для психоделічного фільму «The Trip», того ж року випустив альбом Long Time Comin' , що лишається одним з найкращих, найсильніших записів свого часу, та альбом An American Music Band. Невдовзі після цього гурт розпався, що, на думку Ніка, не було випадковим, оскільки об'єднання було штучним, учасники погано знали одне одного, це викликало особисті конфлікти, на які накладались проблеми з наркотиками та кар'єрні амбіції. Гурт існував близько дев'яти місяців.
1969 року Блумфілд з Гравенітесом організували запис шоу, що тривало три ночі у сан-франциській концертній залі Fillmore West. У жовтні реліз запису цих сесій Live at Bill Graham's Fillmore West відбувся на студії Columbia. Низка композицій, записаних наживо у Fillmore West, увійшла до виданого того ж року дебютного сольного альбому Гравенітеса My Labors. Інші треки цього альбому були записані в студії за участю гурту Quicksilver Messenger Service.
Того ж 1969 року, коли Дженіс Джоплін залишила Big Brother and the Holding Company, Гравенітес став вокалістом гурту і працював з ним до 1972 року. В цей період записані альбоми Be a Brother (1970) та How Hard It Is (1971).
1972 року Гравенітес створив разом з Майклом Блумфілдом музику до фільму «Steelyard Blues», яку Warner Bros. випустив окремим альбомом 1973 року.
Гурт Blue Gravy у складі Нік Гравенітес (гітара, вокал), Марк Адамс (губна гармоніка), Фред Бартон (гітара), Дуглас Кілмер (бас-гітара) та Лі Бітнер (барабани), попри коротке життя, був дуже популярним в районі Затоки. Хоча вони не випустили жодного альбому, зроблений 1973 року комерційною радіостанцією KSAN (FM) запис 9 композицій Ніка був виданий 2015 року окремим CD на лейблі Shady Grove під назвою Nick Gravenites And Blue Gravy Featuring Paul Butterfield ‎– The Record Plant '73. Більшість з треків згодом увійшли до наступних альбомів Гравенітеса.
Далі Нік виступав у клубах з власним гуртом, Nick Gravenites Band (з 1978 року Nick Gravenites Blues), а влітку 1978 приєднався до сесій створеного Г'юї Льюїсом гурту Monday Nite Live. Проте останній існував лише до кінця року.
Значний період творчості Ніка Гравенітеса присвячений співпраці з гітаристом Джоном Чиполліна. Їхнє знайомство почалося 1965 року, коли Нік працював з гуртом Quicksilver Messenger Service, лідером якого був Чиполліна. Чиполліна взяв участь у створенні сольного блюзового альбому Ніка Гравенітеса «Bluestar», що вийшов на лейблі Line Records 1980 року. До складу виконавців цього альбому також належать, зокрема, Г'юї Льюїс (губна гармоніка) та Піт Сірса (бас, орган, клавішні). Згодом Нік і Джон Чиполліна, об'єднані у гурт Nick Gravenites-John Cipollina Band, з успіхом гастролювали Європою, та записувались у Гамбурзі на Line Records. Реліз альбому Monkey Medicine, що підбив підсумки європейського туру, відбувся 1982 року. В його створенні взяли участь також барабанщик Маркус Девід та басист Аль Стахелі. 1984 року Гравенітес приєднався ще до одного проєкту Чиполліна, гурту Thunder and Lightning, що виступав у Сан-Франциско. 1999 року вийшов концертний альбом їхнього дуету Live At The Rodon, записаний у клубі Rodon, Афіни, Греція.
Наприкінці 1990-х років Гравенітес регулярно грав психоделічний блюз у невеликому клубі Bodega Bay Grange, округ Марін, Каліфорнія. Разом з ним виступали басист Дуг Кілмер, Марк Адамс (губна гармоніка) та барабанщик Рой Блюменфельд. Цей гурт, що отримав назву Animal Mind, супроводжує Ніка на двох альбомах: Don't Feed the Animals (1996) та Kill My Brain (1999). Перший вийшов на німецькому лейблі Taxim, це запис наживо виступу гурту, зроблений у січні 1994 року. Альбом Kill My Brain має ширший склад виконавців. Окрім Animal Mind до його створення долучилися також Г'юї Льюїс, клавішник Піт Сірс, саксофоністи «Бутс» Рольф Х'юстон та Алекс Мурзин, гітарист Семмі Хагар.

### Продюсерська діяльність
Як продюсер, Гравенітес причетний до створення понад 30 альбомів таких виконавців і гуртів, як Отіс Раш (лейбл Cotillion), Big Brother and the Holding Company, Quicksilver Messenger Service, Southern Comfort та Brewer & Shipley (лейбл Kama Sutra) тощо.
Нік разом з Майклом Блумфілдом допоміг Дженіс Джоплін у створенні її нового власного гурту — The Kosmic Blues Band та написав для неї кілька пісень, включно із «Work Me, Lord» та «Buried Alive in the Blues». Він продюсував перші альбоми гурту Quicksilver Messenger Service для лейблу Capitol Records і писав музику для них, а його дружба з видатним гітаристом Quicksilver Джоном Чиполліна згодом перетворилася на тісний творчий союз.
1971 року Нік продюсував на Capitol Records створення альбому Отіса Раша Right Place, Wrong Time. Реліз відбувся лише за п'ять років на спеціально створеному для цього незалежному лейблі Bullfrog. Запис мав винятковий успіх і 1989 року цей альбом увійшов до Зали слави блюзу в категорії «Класичний блюзовий запис — Альбом».

### 2000-ні роки

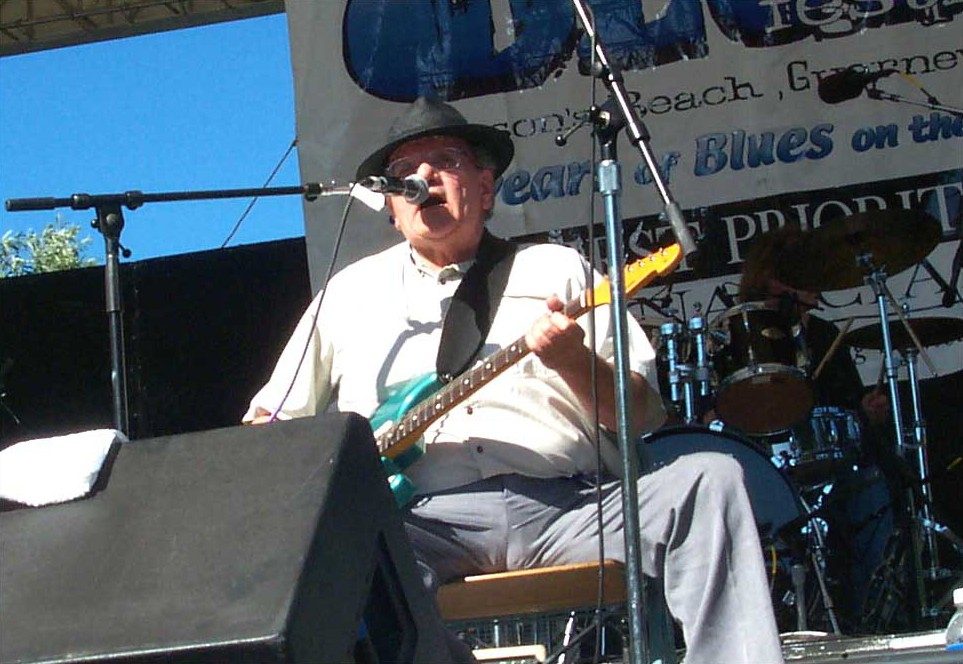
Нік Гравенітес під час виступу 2006 року

Нік Гравенітес вдруге одружився і постійно мешкав з родиною в містечку Оксіндентал, Каліфорнія. Він часто відвідував Грецію і виступав у місцевих клубах з постійним грецьким гуртом Nick Dounoussis & The Backbone, що завжди чекав на його повернення.
Приблизно 2003 року Нік, за власним висловом, «пішов у відставку» з відчуттям, що на сцені і музиці для нього нічого не лишилося. Але проєкт Chicago Blues Reunion і створення 2005 року Buried Alive in the Blues певною мірою знов повернули його до виступів. Проєкт Chicago Blues Reunion об'єднав Баррі Голдберга (орган Хаммонда), Ніка Гравенітеса (вокал та гітара), Гарві Манделя (гітара), Коркі Зігеля (губна гармоніка та вокал) та Сема Лея (ударні).
Перше шоу Chicago Blues Reunion було поставлено у Сан-Франциско 2002 року. За рік ініціатор проєкту Голдберг зібрав учасників на Chicago Blues Festival та на концерт у Бервіні, штат Іллінойс. 14 треків у виконанні співачки Трейсі Нельсон, Ніка Гравенітеса, Баррі Голдберга, Сема Лея та Коркі Зігеля, записані на концерті в чиказькому нічному клубі FitzGerald's 2005 року вийшли на лейблі Out Of The Box Records як подвійний альбом на CD Buried Alive in the Blues. До комплекту також включено DVD з відеозаписом концерту, інтерв'ю з виконавцями та раніше не публіковані фотографії учасників гурту зі своїми друзями: Мадді Вотерсом, Хауліном Вульфом, Бобом Діланом та іншими.
2013 року на фестивалі South by Southwest в Остіні відбулася прем'єра документального фільму режисера Джона Андерсона «Born in Chicago», що розповідає історію народження білого блюзу та його легендарних виконавців. У стрічці представлені ветерани чиказького блюзу, серед яких Нік Гравенітес, Баррі Голдберг, Чарлі Масселвайт та інші. Згодом фільм демонструвався у Чикаго та Нью-Йорку.
Нік Гравенітес помер 18 вересня 2024 року після тривалого погіршення здоров'я.

## Дискографія

### Сольні альбоми
- My Labors (1969, Columbia CS-9899)
- Bluestar (1980, Line Records 6.24264 AP)
- Don't Feed the Animals Нік Гравенітес та Animal Mind (1996, Taxim Records TX 1020-2 TA)
- Kill My Brain Нік Гравенітес та Animal Mind (1999, 2Burn1 Records 5001)

### У складіThe Electric Flag
- Long Time Comin'  (1968, Columbia CS-9597)
- An American Music Band (1968, Columbia CS-9714)
- The Band Kept Playing (1974, Atlantic SD-18112)

### У складіBig Brother and the Holding Company
- Be a Brother (1970, Columbia C-30222)
- How Hard It Is (1971, Columbia C-30738)
- Дженіс Джоплін In Concert (1972, Columbia C2X-31160)

### Альбоми, створені у співпраці з іншими виконавцями
- Steelyard Blues (1973, Warner Bros WB-7674) з Майком Блумфілдом
- Monkey Medicine, Нік Гравенітес та Джон Чиполліна (1982, Line Records 6.24978 AP)
- Live In Athens At The Rodon, Нік Гравенітес та Джон Чиполліна (1991, Music Box 40421.2)

### У складіChicago Blues Reunion
- Buried Alive in the Blues (2005, Out Of The Box Records 3016)

### Продюсовані альбоми
- Отіс Раш Mourning in the Morning (1969, Cotillion SD-9006)
- Сем Лей Sam Lay in Bluesland (1969, Blue Thumb BTS-14)
- Brewer & Shipley One Toke Over the Line (1970, Kama Sutra KA-516)
- Отіс Раш Right Place, Wrong Time (1976, Bullfrog 301)